# 世贸中心 (电影)
《世贸中心》（英語：World Trade Center）是一部於2006年上映的美国电影，由（Oliver Stone）执导，主演包括尼古拉斯·基治（Nicolas Cage）、迈克尔·佩纳（Michael Pena）、玛丽亚·贝罗（Maria Bello）以及瑪姬·吉倫荷（Maggie Gyllenhaal）。
此電影根據2001年9月11日在美國紐約市世界贸易中心發生的「九一一袭击事件」為基礎，再把事件改編電影，然後進行拍攝製作，並定為「災難劇情片」。
影片从九一一袭击事件生还者、兩名紐約與紐澤西港務局警察約翰·麥克勞林和威爾·荷曼諾的视角來描述这场灾难。

## 剧情
真人真事改編，2001年9月11日，被劫機的美國航空11號班機及聯合航空175號班機對紐約世貿中心進行自殺式恐怖攻擊。五人成組的港務局警員奮不顧身進入世貿中心救災，當雙塔倒塌時，兩名警官因而受困其中，被深埋在堆滿鋼筋水泥和瓦礫殘骸的20英呎地底下。雖然他們看不見對方，卻互相打氣，給予彼此活下去的勇氣。長達12小時的地獄煎熬中，他們談到家人、生活，以及分享對人生的希望與失望。

## 演员
- 尼古拉斯·基治（Nicolas Cage） 飾演 約翰·麥克勞林（英语：John McLoughlin (police officer)），港務局警官
- 迈克尔·佩纳（Michael Peña） 飾演 威爾·荷曼諾（英语：Will Jimeno），港務局警官
- 玛丽亚·贝罗（Maria Bello） 飾演 唐納·麥克勞林，約翰的妻子
- 瑪姬·吉倫荷（Maggie Gyllenhaal） 飾演 艾莉森·荷曼諾，威爾的妻子

## 評價
爛番茄新鮮度69%，基於223條評論，平均分為6.7/10，而在Metacritic上得到66分，口碑良好。

## 票房
首映週末，電影在美國及加拿大收穫18,730,762美元。最終，北美收入70,278,893美元，全球總計超過162,000,000美元。